# Franz Werro
Franz Werro (* 7. Februar 1957 in Bern) ist ein Schweizer Rechtswissenschaftler.

## Leben
Er promovierte 1986 und habilitierte sich 1993 an der Universität Freiburg (Schweiz). Auch erlangte er 1986 den LL. M. an der University of California, Berkeley. Seit 1994 ist er ordentlicher Professor für Privatrecht an der Universität Freiburg (Schweiz). Nachdem Werro 1999/2000 eine Gastprofessur am Georgetown University Law Center übernommen hatte, ist er auch dort seit 2001 festes Mitglied der Fakultät. Er lehrt die verschiedenen Gebiete des Privatrechts, darunter Schuldrecht, Europäisches Privatrecht und Rechtsvergleichung. Er war Gastprofessor an der Cornell Law School, der Universität Triest, der Scuola Superiore Sant’Anna in Pisa sowie an den Universitäten Genf, Lausanne, Pau und Bordeaux.

## Auszeichnungen
- 1987 wurde die Dissertation von Werro mit dem (kleinen) Walther Hug Preis sowie dem Gottlob Preis ausgezeichnet.[4]
- 1998 erhielt Werro zusammen mit Thomas Koller den (grossen) Walther Hug Preis.[5]